# Titularbistum Laodicea in Syria per i Maroniti
Laodicea in Syria per i Maroniti (ital.: Laodicea di Siria per i Maroniti) ist ein Titularbistum der katholischen Kirche, das vom Papst an Titularbischöfe aus der mit Rom unierten Maronitischen Kirche vergeben wird.
Es geht zurück auf einen untergegangenen Bischofssitz in antiken Stadt Laodicea ad Mare, die in der römischen Provinz Syria bzw. Syria Coele lag. 
| Titularbischöfe von Laodicea in Syria per i Maroniti |                      |                                      |                  |      |
| Nr.                                                  | Name                 | Amt                                  | von              | bis  |
| 1                                                    | Paolo Akl (Paul Akl) | Patriarchalvikar von Jbeil (Libanon) | 22. Februar 1919 | 1956 |